# Archiearis
Archiearis är ett släkte av fjärilar som beskrevs av Jacob Hübner 1823. Archiearis ingår i familjen mätare, Geometridae.

## Dottertaxa tillArchiearis, i alfabetisk ordning[1][2]
- Archiearis infans (Möschler, 1862)
  - Archiearis infans infans (Möschler, 1862)
  - Archiearis infans oregonensis (Swett, 1917)
- Archiearis parthenias (Linnaeus, 1761), Brun flickfjäril
  - Archiearis parthenias bella (Inoue, 1955)
  - Archiearis parthenias elegans (Inoue, 1955)
  - Archiearis parthenias hilara (Sawamoto, 1937)
  - Archiearis parthenias lapponica (Rangnow, 1935)
  - Archiearis parthenias parthenias (Linnaeus, 1761)
  - Archiearis parthenias sajana (Prout, 1912)

## Bildgalleri

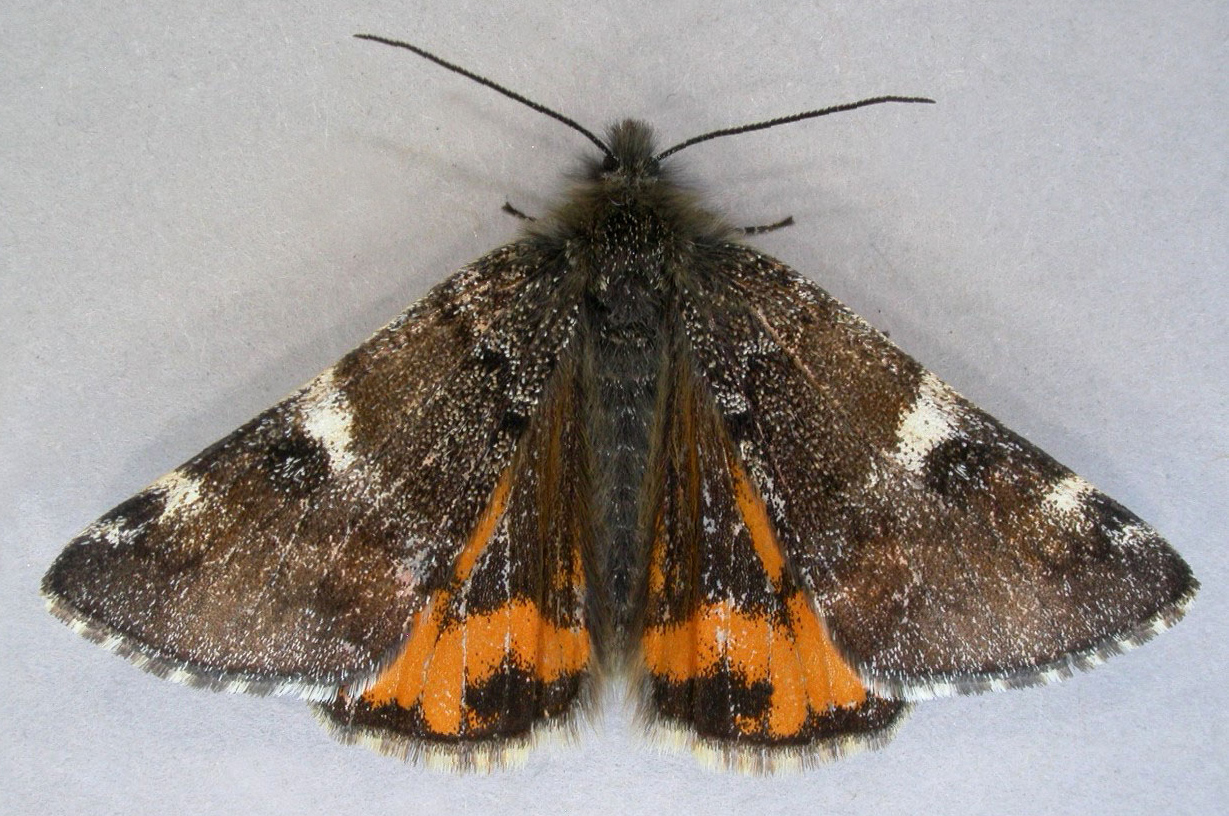
Brun flickfjäril Archiearis parthenias
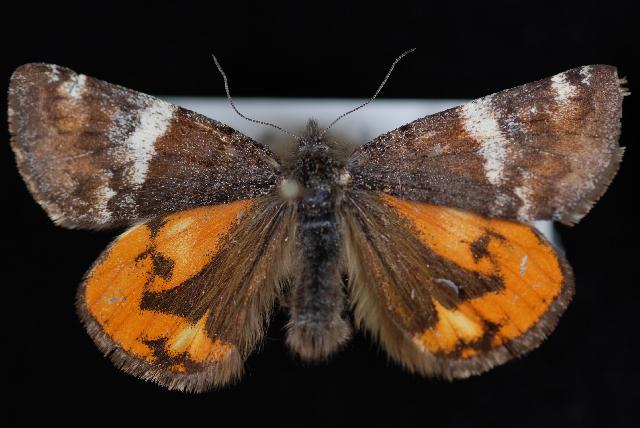
Archiearis infans